# Kup Hrvatske u odbojci za žene 2011.
Kup Hrvatske u odbojci za žene za 2011. godinu je osvojio Vukovar. 

Kup je igran u jesenskom dijelu sezone 2011./12.

## Rezultati

### 1. kolo
Prve utakmice su igrane 5. listopada, a uzvrati 12. listopada 2011. 
| klub1                            | klub2               | 1. ut | 2. ut |
| -------------------------------- | ------------------- | ----- | ----- |
| Nova Gradiška                    | Rijeka              | 0:3   | 0:3   |
| Marsonia Slavonski Brod          | Vukovar             | 0:3   | 0:3   |
| Kaštela DC (Kaštel Stari)        | Cestorad Vinkovci   | 3:0   | 3:0   |
| Novi Zagreb                      | Split 1700          | 0:3   | 0:3   |
| Marina Kaštela (Kaštel Gomilica) | OTP Banka Pula      | 3:0   | 3:0   |
| Poreč                            | Mladost Zagreb      | 3:1   | 0:3   |
| Plavi Zmaj Duga Resa             | Azena Velika Gorica | 0:3   | 3:1   |
| Grobničan Čavle                  | Zagreb              | 1:3   | 0:3   |

### Četvrtzavršnica
| klub1                            | klub2                     | 1. ut | 2. ut |
| -------------------------------- | ------------------------- | ----- | ----- |
| Mladost Zagreb                   | Rijeka                    | 0:3   | 0:3   |
| Marina Kaštela (Kaštel Gomilica) | Vukovar                   | 3:0   | 0:3   |
| Zagreb                           | Kaštela DC (Kaštel Stari) | 1:3   | 2:3   |
| Azena Velika Gorica              | Split 1700                | 0:3   | 0:3   |

### Završni turnir
Igrano 27. i 28. prosinca 2011. u Rijeci u dvorani Dvorana Mladosti.
| klub1         | rez.          | klub2                     |
| poluzavršnica | poluzavršnica | poluzavršnica             |
| ------------- | ------------- | ------------------------- |
| Vukovar       | 3:1           | Kaštela DC (Kaštel Stari) |
| Rijeka        | 3:1           | Split 1700                |
|               |               |                           |
| za 3. mjesto  |               |                           |
| Split 1700    | 3:0           | Kaštela DC (Kaštel Stari) |
|               |               |                           |
| za pobjednika |               |                           |
| Rijeka        | 0:3           | Vukovar                   |